# Ерофеева, Анастасия Фёдоровна
Анастаси́я Фёдоровна Ерофе́ева (2 апреля 1942, дер. Орловка, Пензенская область — 16 мая 2015) — прядильщица Ивановского меланжевого комбината им. Фролова, Ивановская область. Герой Социалистического Труда.

## Биография
Родилась в крестьянской семье.
Трудовую деятельность начала в 1960 году ученицей школы фабрично-заводского ученичества при Ивановском меланжевом комбинате им. Фролова. С 1961 года работала на комбинате прядильщицей. Одна из первых на комбинате перешла на повышенное уплотнение. Неоднократно досрочно выполняла свои личные производственные планы. Член КПСС с 1970 года. В 1971 году окончила вечернее отделение Ивановского хлопчатобумажного техникума.
Указом Президиума Верховного Совета СССР от 31 декабря 1973 года за выдающиеся успехи в выполнении заданий пятилетки и принятых социалистических обязательств на 1973 год, большой творческий вклад в увеличение производства товаров народного потребления и улучшение их качества Ерофеевой Анастасии Федоровне присвоено звание Героя Социалистического Труда с вручением ордена Ленина и золотой медали «Серп и Молот».
Ударно трудилось и в последующие годы. В начале 1974 год на новые машины безверетенного прядения, работал сразу на четырёх машинах, превышая плановую производительность оборудования. За годы 10-й пятилетки выполнила семнадцать годовых заданий и стала лауреатом Государственной премии СССР.
В 1980 году с отличием окончила Ивановский текстильный институт, получила диплом инженера-технолога. Вскоре Ерофеева стала заместителем главного инженера комбината. С 1985 года работала директором фабрики им. Крупской.
Избиралась депутатом Верховного Совета РСФСР, делегатом XXV съезда КПСС и XVII съезда ВЛКСМ.
Жила в городе Иваново.
Награждена орденом Ленина, медалями.